# ビル・チャンプリン

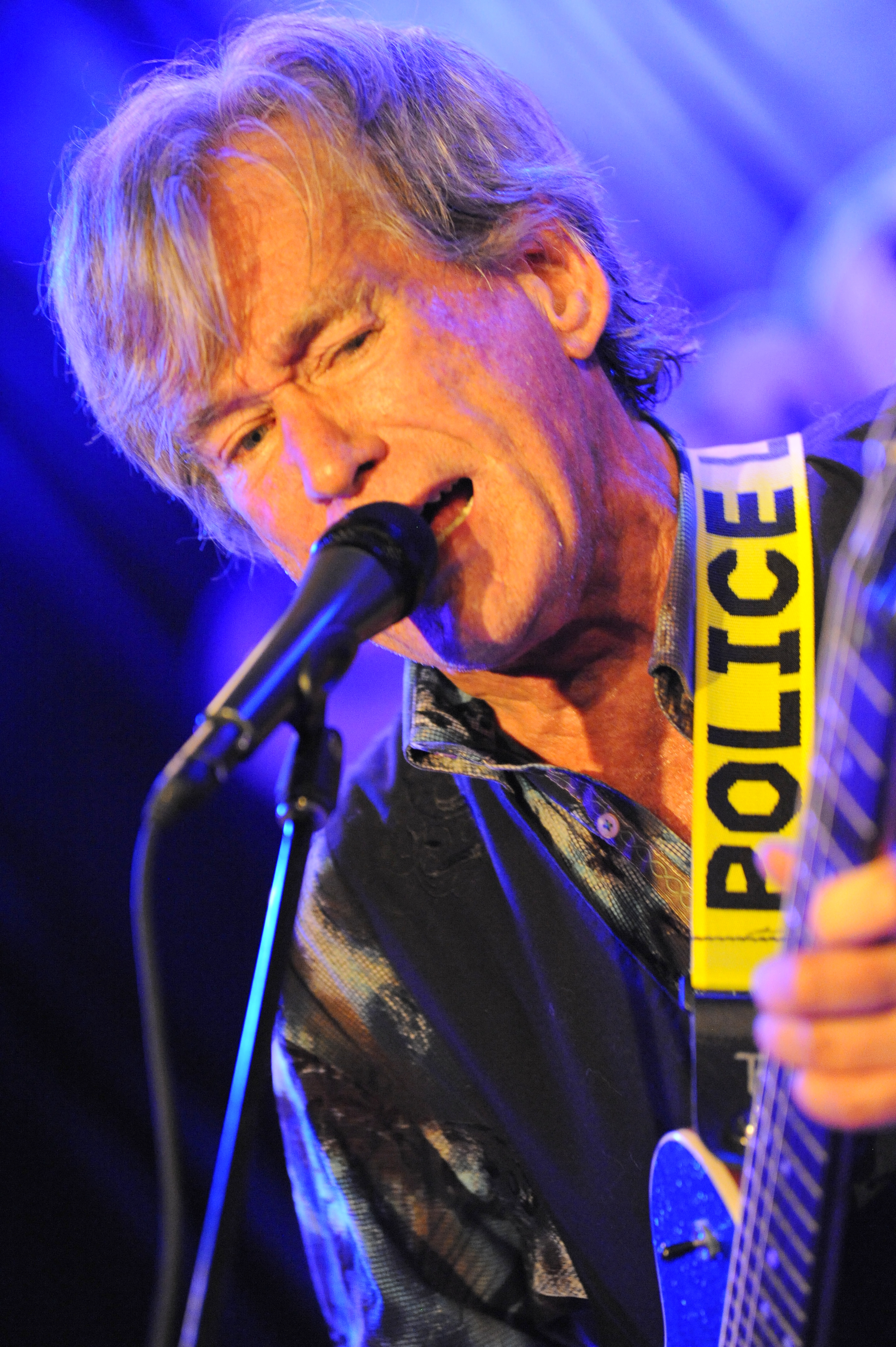
Bill Champlin

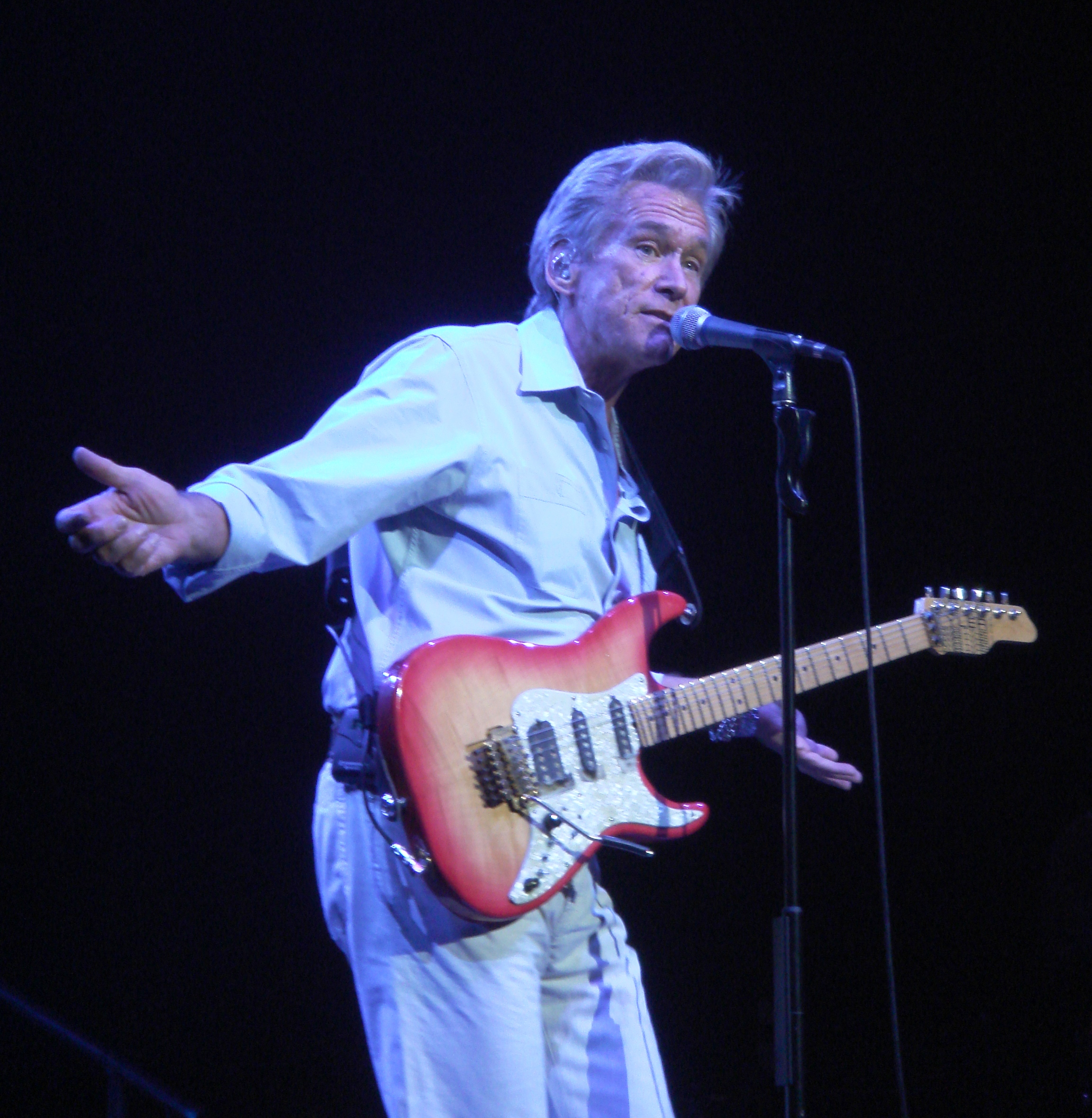
Bill Champlin

ビル・チャンプリン（William Bradford "Bill" Champlin、1947年5月21日 - ）はアメリカのミュージシャン。シカゴの元メンバー。サンズ・オブ・チャンプリンのメンバー。グラミー賞受賞者。

## 略歴
カリフォルニア州オークランド生まれ。1965年にサイケデリック・ロック・バンドのサンズ・オブ・チャンプリンを結成。セールスには恵まれぬも、1977年に脱退・解散するまで地道に活動を続ける。
1978年、デヴィッド・フォスターに見出されアルバム「独身貴族」でソロ・デビュー。これ以外にもバックアップ・ヴォーカルなどで数々のレコーディングに参加。作曲家としても1979年にデヴィッド・フォスター、ジェイ・グレイドンと共作したアース・ウィンド&ファイアーの「アフター・ザ・ラヴ・ハズ・ゴーン」（『黙示録』収録）でグラミー賞の最優秀R&B楽曲賞を受賞。
1981年、シカゴに加入。キーボードとギターの両方を演奏できる彼は大きな存在になった。また「イントロダクション」や「ぼくらの世界をバラ色に」など、かつてテリー・キャスが歌った曲のほとんど全てを歌った。
1983年、グレイドン、スティーヴ・ルカサーと共作したジョージ・ベンソンの「ターン・ユア・ラブ（Turn Your Love Around）」でグラミー賞の最優秀R&B楽曲賞を再度受賞。
1985年にシカゴからピーター・セテラが脱退した後は、「ルック・アウェイ」などのヒット曲のメイン・ヴォーカルを担当して渋い存在感を見せた。さらにシカゴの活動と並行しながら、ソロ・アルバムの制作やセッション活動やサンズ・オブ・チャンプリンの再結成など多岐に渡り活動。
2009年8月、シカゴを脱退する事を発表。2017年に公開されたドキュメンタリー映画"Now More Than Ever: The History of Chicago"へのインタビューによる出演を拒否。彼は同作品では、メンバーのジェイムズ・パンコウのインタビューで短く言及されただけだった。
近年ではソロ活動に加え、元シカゴのダニー・セラフィンが結成したカルフォルニア・トランジット・オーソリティー（CTA）にゲスト参加して、シカゴの名曲の数々を披露している。

## 逸話
1994年のEAST END×YURIの大ヒット曲「DA.YO.NE」はバックトラックとして「ターン・ユア・ラブ」を無断でサンプリングしていたが、当時来日していた作曲者のチャンプリンが偶然これを耳にしてレコード会社に異議を申し立てた。両者は後に使用料の支払いで和解した。

## 主要作品
- 1978年　Single（独身貴族）
- 1981年　Runaway（ランナウェイ）
- 1990年　No Wasted Moments（存在をかさねて）
- 1992年　Burn Down The Night（バーン・ダウン・ザ・ナイト）
- 1994年　Through It All（スルー・イット・オール）
- 1995年　He Started To Sing（スターテッド・トゥ・シング）
- 1997年　Mayday（メイディ）
- 2008年(11月5日)　No Place Left To Fall（ノー・プレス・レフト・トゥ・フォール）
- 2018年　 Bleeding Secrets - Bill Champlin & WunderGround (Wunderground Records)
- 2021年　Livin' For Love（リヴィン・フォー・ラヴ）